# De grens
De grens is een Nederlandse film uit 1984 van Leon de Winter. Het verhaal is gebaseerd op een scenario van Leon de Winter. De film heeft als internationale titels Frontiers (eng) en Frontieres (por).
Een Nederlandse journalist (Leysen) reist naar Portugal, om daar een terrorist te interviewen. Ergens in een dorp in het binnenland lijkt niet alles volgens plan te verlopen.

## Rolverdeling
| Acteur           | Personage      |
| ---------------- | -------------- |
| Johan Leysen     | Hans Deitz     |
| Linda van Dyck   | Marleen Ruyter |
| Héctor Alterio   | Andras Menzo   |
| Andre Dussollier | Marcel Boas    |
| Angela Winkler   | Rosa Clement   |